# Andrés Salgado
Andrés Salgado Tous (Barranquilla, 30 de julio de 1971) es un escritor, libretista de televisión colombiano. Ganador del premio India Catalina en tres oportunidades (Juegos Prohibidos, El Joe, la leyenda y Déjala morir), el premio TVyNovelas en dos ocasiones (Perro Amor y Juegos Prohibidos) y un Premio Simón Bolívar al mejor libretista (Perro Amor).

## Reseña biográfica

### Comienzos
Es egresado de la Facultad de Comunicación y Lenguaje de la Pontificia Universidad Javeriana, de la que se graduó en 1995. Un año antes entró a formar parte del Taller Creativo de Cenpro televisión coordinado por la productora Juana Uribe, junto a un grupo de nuevos talentos de la escritura televisiva en Colombia como Nubia Barreto, Gilma Peña, Jairo Chaparro, Paúl Rodríguez, Ana María Londoño, Diego Arbeláez  y Natalia Ospina.

### Trayectoria
Después de un breve paso por Caracol Televisión (donde coescribió "Amor a Mil" y "La Jaula"), Salgado trabajó para Teleset (donde hizo parte de los libretos de "Juegos Prohibidos" y "Marido a Sueldo") y, más adelante, conformó junto a Ana Londoño y Rafael Noguera su propia empresa llamada Primetime (donde llevó a cabo proyectos como "El Joe, la leyenda" y "Celia" para RCN en coproducción con Fox/Telecolombia). También escribió para el canal Telemetro de Panamá la miniserie "El picaflor" y para el canal regional Telecaribe la miniserie "Déjala Morir", sobre la vida, obra y música de la cantadora bullerengue Emilia Herrera, más conocida como La Niña Emilia.
La serie protagonizada por Aída Bossa y dirigida por Alessandro Basile y Ramsés Ramos, fue nominada a 17 categorías en los Premios India Catalina, llevándose 13 de ellas, incluyendo el de mejor libreto. Este hecho llevaría a Salgado a acumular su tercera estatuilla en dicho certamen. Más adelante, se embarca junto a Janet Pacheco y Carlos García en la escritura de otra miniserie para el canal Teleantioquia: esta vez sobre la pintora colombiana Débora Arango.
En 2017 desarrolla para Teleset el argumento original de la serie La Reina del Flow en una trama sobre la venganza y el mundo del reguetón y que se estrena en 2018 en el Canal Caracol.  La novela fue ganadora en los premios Emmy 2019.
Andrés Salgado es psicólogo de la Universidad El Bosque y ,además de su oficio como libretista, se desempeña como docente de talleres de Escritura y Guion audiviosivual en varias universidades de Colombia. Fue asesor creativo de la premiada serie web Deja vu.

## Literatura
- Martirio (2014)[4][5]
- Sexy (2016)[6]

## Filmografía

### Televisión
| Año  | Título                                  | Rol                       |
| ---- | --------------------------------------- | ------------------------- |
| 1993 | De pies a Cabeza                        | Libretista y Argumentista |
| 1994 | El oasis                                | Libretista                |
| 1995 | Tiempos difíciles                       | Cocreador                 |
| 1996 | Cartas a Harrison                       | Cocreador y Libretista    |
| 1997 | Cartas de amor                          | Libretista                |
| 1998 | Perro amor                              | Cocreador y Libretista    |
| 2000 | Se armó la gorda                        | Creador y Libretista      |
| 2001 | Amor a mil                              | Libretista                |
| 2003 | La jaula                                | Libretista                |
| 2005 | Juegos prohibidos                       | Cocreador y Libretista    |
| 2007 | Marido a sueldo                         | Cocreador y Libretista    |
| 2008 | Súper Pá                                | Adaptador de Libretos.    |
| 2009 | El fantasma del Gran Hotel              | Libretista                |
| 2010 | Perro amor                              | Historia Original         |
| 2011 | El Joe, la leyenda                      | Cocreador y Libretista    |
| 2013 | Déjá Vu (Webserie)                      | Consultor creativo        |
| 2015 | Celia                                   | Cocreador y Libretista    |
| 2016 | El Picaflor                             | Creador y Libretista      |
| 2017 | Déjala Morir                            | Creador y Libretista      |
| 2018 | Débora, la mujer que desnudó a Colombia | Creador y Libretista      |
| 2018 | La reina del flow                       | Historia Original         |
| 2018 | CÓRDOVA, un general llamado Arrojo      | Libretista                |
| 2019 | El Charrito Negro                       | Creador                   |
| 2019 | Con olor a Azucena                      | Creador y Libretista      |

## Premios y nominaciones

### Premios India Catalina
| Año  | Categoría     | Telenovela o Serie                      | Resultado |
| ---- | ------------- | --------------------------------------- | --------- |
| 2019 | Mejor Libreto | Débora, la Mujer que Desnudó a Colombia | Nominado  |
| 2018 | Mejor Libreto | Déjala Morir                            | Ganador   |
| 2011 | Mejor Libreto | El Joe, la leyenda                      | Ganador   |
| 2006 | Mejor Libreto | Juegos Prohibidos                       | Ganador   |

### Premios Tv y Novelas
| Año  | Categoría     | Telenovela o Serie | Resultado |
| ---- | ------------- | ------------------ | --------- |
| 2016 | Mejor Libreto | Celia              | Nominado  |
| 2006 | Mejor Libreto | Juegos Prohibidos  | Ganador   |
| 1999 | Mejor Libreto | Perro Amor         | Ganador   |

### Premios Simón Bolívar
| Año  | Categoría     | Telenovela o Serie | Resultado |
| ---- | ------------- | ------------------ | --------- |
| 1998 | Mejor Libreto | Perro Amor         | Ganador   |